# Oroxyleae
Oroxyleae es una tribu con 4 géneros de árboles pertenecientes a la familia Bignoniaceae.

## Géneros
- Calosanthes Blume = Oroxylum Vent.
- Hieris Steenis
- Hippoxylon Raf. = Oroxylum Vent.
- Millingtonia L. f.
- Nevrilis Raf. = Millingtonia L. f.
- Nyctocalos Teijsm. & Binn.
- Oroxylum Vent.